# Unité urbaine de Bressuire
L'unité urbaine de Bressuire est une unité urbaine française constituée par la ville isolée de Bressuire, sous-préfecture et deuxième centre urbain des Deux-Sèvres, après Niort.

## Données générales
Dans le zonage réalisé par l'Insee en 2010, l'unité urbaine était composée d'une seule commune.
Dans le nouveau zonage réalisé en 2020, elle est toujours composée d'une seule commune.
En 2022, avec 19 860 habitants, elle représente la 2e unité urbaine du département des Deux-Sèvres et occupe le 26e rang dans la région Nouvelle-Aquitaine.
En 2020, sa densité de population s'élève à 110 hab/km2. Par sa superficie, elle représente 3,01 % du territoire départemental et, par sa population, elle regroupe 5,31 % de la population du département des Deux-Sèvres.

## Composition 2020 de l'unité urbaine
Elle est composée de la commune suivante :
| Nom       | Code Insee | Département | Statut       | Superficie (km2) | Population (dernière pop. légale) | Densité (hab./km2) | Modifier                                    |
| --------- | ---------- | ----------- | ------------ | ---------------- | --------------------------------- | ------------------ | ------------------------------------------- |
| Bressuire | 79049      | Deux-Sèvres | ville-isolée | 180,59           | 19 860 (2022)                     | 110                | modifier les données · modifier les données |

## Évolution démographique
| 1968   | 1975   | 1982   | 1990   | 1999   | 2009   | 2014   | 2021   |
| ------ | ------ | ------ | ------ | ------ | ------ | ------ | ------ |
| 13 814 | 16 101 | 17 366 | 17 827 | 17 799 | 18 634 | 19 300 | 19 606 |

#### Données générales
- Unité urbaine en France
- Aire d'attraction d'une ville
- Liste des unités urbaines de France

#### Données démographiques en rapport avec l'unité urbaine de Bressuire
- Aire d'attraction de Bressuire
- Arrondissement de Bressuire

#### Données démographiques en rapport avec les Deux-Sèvres
- Démographie des Deux-Sèvres